# Heilige Familie (Piesteritz)

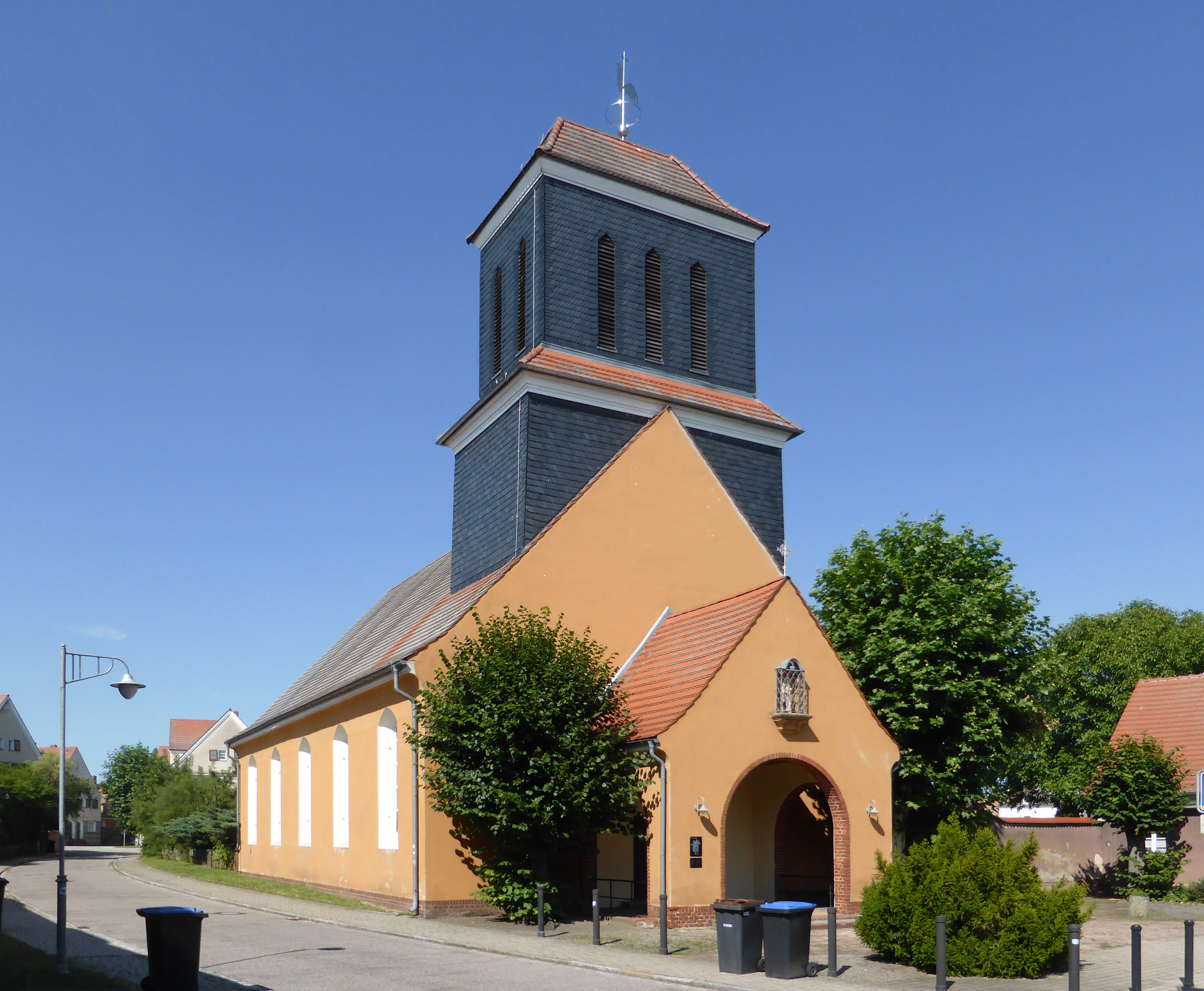
Heilige-Familie-Kirche von Südwesten

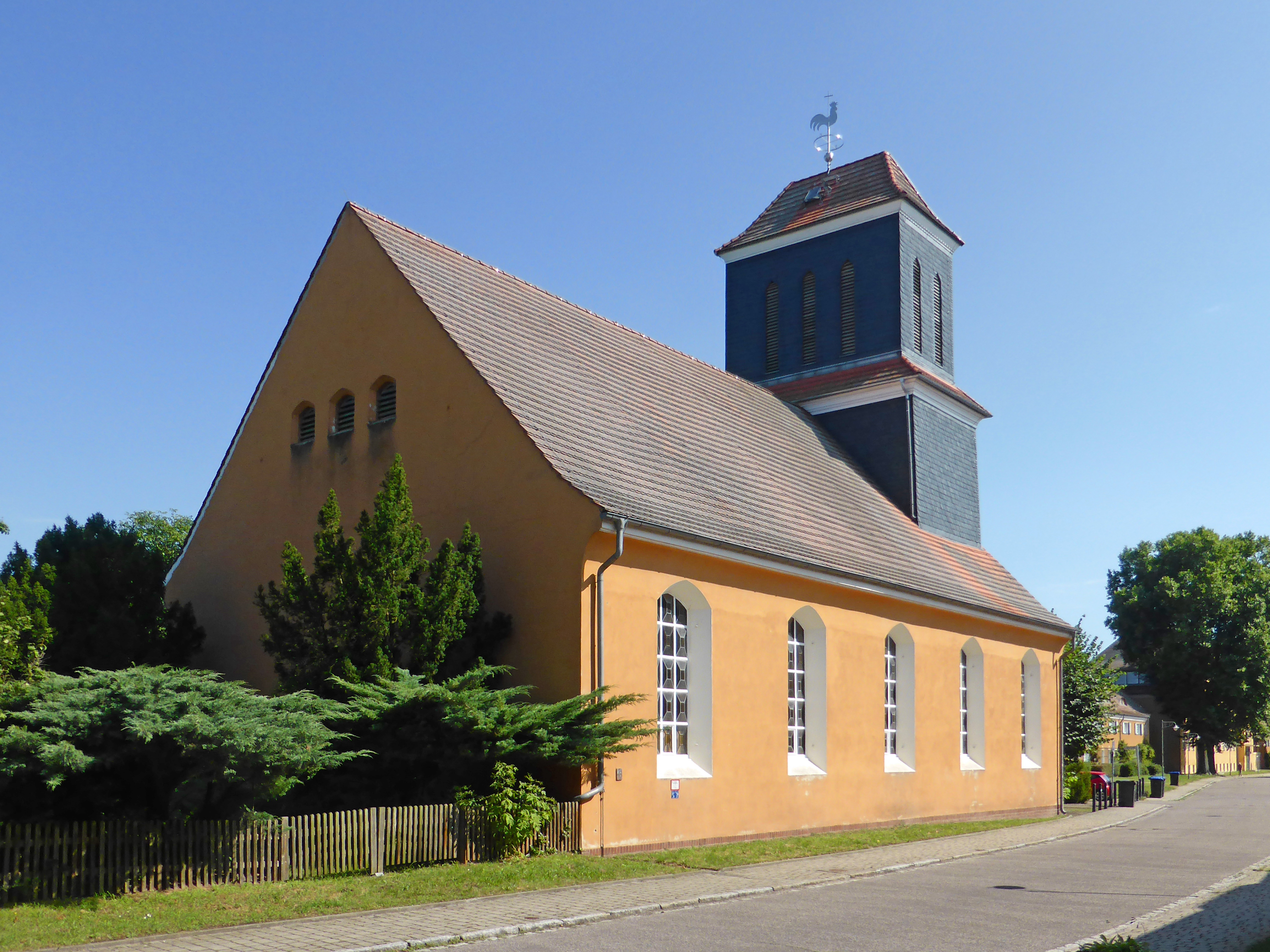
Heilige-Familie-Kirche von Nordwesten

Heilige Familie ist die römisch-katholische Kirche in Piesteritz, einem Ortsteil der Lutherstadt Wittenberg in Sachsen-Anhalt. Die nach der Heiligen Familie benannte Kirche steht an der Straße Lange Zeile und gehört zur Pfarrei St. Marien mit Sitz in Wittenberg im Bistum Magdeburg. Das Kirchengebäude steht als Baudenkmal unter der Erfassungsnummer 094 36216 unter Denkmalschutz.

## Geschichte
Durch die im 16. Jahrhundert durchgeführte Reformation wurde die Bevölkerung von Piesteritz, das damals zum Archidiakonat Leitzkau des Bistums Brandenburg gehörte, protestantisch.
Vom Ende des 19. Jahrhunderts an entstanden in Piesteritz, in dem um 1870 nur 140 Einwohner lebten, mehrere große Industriebetriebe. Infolgedessen zogen wieder Katholiken nach Piesteritz. Bis 1910 hatte sich die Einwohnerzahl von Piesteritz auf über 2400 erhöht. Für die 1915 erbauten Reichsstickstoffwerke Piesteritz wurde eine große Zahl an Arbeitskräften benötigt, für die von 1916 bis 1919 eine Werkssiedlung erbaut wurde. Das Reichsschatzamt, das die Stickstoffwerke errichten ließ, stellte 1917 in der Werkssiedlung einen Bauplatz für eine katholische Kirche zur Verfügung, da mit den Arbeitskräften des Stickstoffwerkes auch rund 1000 Katholiken nach Piesteritz gezogen waren. Die Katholiken kamen überwiegend aus Schlesien und Posen, sie gehörten zunächst zur Pfarrei Wittenberg.
1918 wurde der Priester Otto Wulff zum Kaplaneiverweser der Pfarrei Wittenberg ernannt mit der Aufgabe, die Seelsorge in Piesteritz auszuüben. Aufgrund der durch den in diesem Jahr zu Ende gehenden Ersten Weltkrieg verursachten Materialknappheit gelang es zunächst nicht, in Piesteritz eine Kirche und ein Pfarrhaus zu errichten, so dass Otto Wulff zunächst eine Wohnung in Wittenberg bezog. Auch die Aufstellung einer Baracke, die als Notkirche genutzt werden sollte, gelang in Piesteritz nicht.
Mit dem ersten Spatenstich begann am 23. März 1922 der Kirchbau, der durch die Stickstoffwerke ausgeführt wurde. Die Grundsteinlegung erfolgte am 23. April 1922 durch Dechant Josef Schrage. Das Richtfest wurde am 30. Juni 1922 gefeiert. Am 1. April 1923 bezog Otto Wulff das ebenfalls neuerbaute Pfarrhaus, womit in Piesteritz eine katholische Gemeinde gegründet wurde. Am 13. Mai 1923, dem Sonntag nach Christi Himmelfahrt, fand die Kirchweihe statt. Eine Orgel bekam die Kirche erst 1935.
Zum Seelsorgebereich der katholischen Gemeinde Piesteritz gehörten neben Piesteritz auch die Ortschaften Apollensdorf, Berkau, Braunsdorf, Dobien, Grabo, Kerzendorf, Nudersdorf, Reinsdorf, Schmilkendorf, Straach und Weddin. Am 1. August 1924 wurde die katholische Gemeinde Piesteritz zur Filialkirchengemeinde (Pfarrvikarie) der Pfarrei Wittenberg erhoben.
Da durch die Flucht und Vertreibung Deutscher aus Mittel- und Osteuropa die Zahl der Katholiken in der Pfarrvikarie Piesteritz nach dem Zweiten Weltkrieg erheblich angewachsen war, wurde 1947 in Straach eine Tochtergemeinde gegründet. Am 1. April 1948 wurde die Filialkirchengemeinde Piesteritz zur Pfarrei erhoben, die mit der am 1. Juli 1950 erfolgten Eingemeindung von Piesteritz in die Lutherstadt Wittenberg die Bezeichnung Wittenberg-Piesteritz (auch Lutherstadt Wittenberg-Piesteritz) bekam.
Am 8. Juli 1994 wurde das Bistum Magdeburg gegründet, und die Zugehörigkeit von Piesteritz wechselte vom Erzbistum Paderborn zum Bistum Magdeburg. Seit 1996 hat die Kirche keinen ortsansässigen Priester mehr.
Im Rahmen der Expo 2000 errichtete man auf dem Apollensberg, der zur Kirchengemeinde Piesteritz gehört, an der Stelle einer nicht mehr existierenden Marienkapelle ein acht Meter hohes ökumenisches Kreuz aus Edelstahl. Es ist Station des Kirchenpfades, der in der Korrespondenzregion Bitterfeld-Dessau-Wittenberg der Expo 2000 angelegt worden war.
Zum 15. Dezember 2007 wurde der Gemeindeverbund Lutherstadt Wittenberg – Lutherstadt Wittenberg-Piesteritz – Zahna – Annaburg – Kemberg – Elster errichtet. Damals gehörten zur Pfarrei Lutherstadt Wittenberg-Piesteritz rund 420 Katholiken. Infolge der Strukturreform des Bistums bilden seit dem 2. Mai 2010 die Pfarrgemeinden in Annaburg, Jessen, Bad Schmiedeberg, Elster, Kemberg, Piesteritz, Wittenberg und Zahna die gemeinsame Pfarrei St. Marien, Wittenberg, deren zentrale Pfarrkirche die Wittenberger Unbefleckte-Empfängnis-Kirche ist.